# Blacanan
Blacanan is een bestuurslaag in het regentschap Pekalongan van de provincie Midden-Java, Indonesië. Blacanan telt 1961 inwoners (volkstelling 2010).